# Макіїввугілля
Ця стаття про державне підприємство з видобутку вугілля. Про футбольну команду другої ліги чемпіонату України див. Макіїввугілля (футбольний клуб)

Макіїввугілля.

«Макіїввугілля» — Державна Холдингова Компанія (ДХК) з юридичним статусом Відкритого акціонерного товариства.

## Загальна характеристика
Включає 12 шахт, які видобувають енергетичне та коксівне вугілля, загальний фактичний видобуток 3 538 000 т (2003). Пласти потужністю 0,5…2,1 м. Кут падіння 0…26°. Глибина шахт 600…1180 м.
Адреса — 86100, м. Макіївка, Донецька область.

## Підприємства
- ДВАТ “Шахта ім. В.М.Бажанова”
- ДВАТ “Шахта “Холодна балка”
- ДВАТ “Шахта ім. К.І.Поченкова”
- ДВАТ “Шахта № 13 “Біс”
- ДВАТ “Шахта ім. С.М.Кірова”
- ДВАТ “Шахта “Ясинівська глибока”
- ДВАТ "Шахта «Північна»
- ДВАТ “Шахта “Совєтська”
- ДВАТ “Шахта “Калинівська-Східна”

### В режимі водовідливу
- ДВАТ “Шахта ім. В.М.Бажанова”
- ДВАТ “Шахта ім. В.І.Леніна”
- ДВАТ “Шахта “Бутівська”
- ДВАТ “Шахта “Чайкіно”

### Закриті шахти
Закрились відповідно до програми закриття неперспективних шахт
- у 1996 р.:
  - «Центральна», У 1997 р.:
  - «Пролетарська-Крута»,
  - «Червоногвардійська»,
  - імені С.Орджонікідзе, У 1999 р.:
  - шахта № 21,

У 2000 р.:
- - шахта № 10-біс.

У реструктуризації шахта № 13-біс

## Керівники
керуючі трестом
- Россочинський Іван Якович 1938—1947
- Самойлов Михайло Васильович 1947—1953
- Афендиков Сава Михайлович 1953—1963

начальники комбіната
- Колесов Орест Андрійович 1963—1974

генеральні директори ВО
- Чумак Олександр Сергійович 1974—1984
- Ткачук Станіслав Порфирович 1984—1985
- Кузяра Володимир Йосипович 1985—1995
- Грядущий Юрій Борисович 1995—1998
- Красько Микола Іванович, 1998—1999

генеральні директори Державної Холдінгової Компанії
- Єрьомін Анатолій Тимофійович , 1999—2000
- Ничипор Михайло Володимирович, 2000—2006
- Толчин Станіслав Марксович, 2006—2011
- Ничипор Михайло Володимирович [Архівовано 21 лютого 2014 у Wayback Machine.], 2011-